# 엘리자베트 보른
엘리자베트 보른(Élisabeth Borne, 1961년 4월 18일~)은 2022~2024년 프랑스 총리를 지낸 정치인이다. 본디 사회당 소속이었으나, 에마뉘엘 마크롱 대통령 취임 이후 사회당을 탈당하고 앙 마르슈(현재 르네상스)에 입당했다. 환경부 장관(2019-2020)과 노동부 장관(2020-2022)으로 재직하였다. 2022년, 1990년대 초반에 프랑스 총리를 지낸 에디트 크레송 이후 30년 만에 여성 출신 프랑스 총리가 되었다.

## 역대 선거 결과
| 선거명      | 직책명                        | 대수 | 정당       | 1차 득표율 | 1차 득표수 | 2차 득표율 | 2차 득표수 | 결과 | 당락                      |
| ----------- | ----------------------------- | ---- | ---------- | ---------- | ---------- | ---------- | ---------- | ---- | ------------------------- |
| 2022년 선거 | 하원의원 (칼바도스 제6선거구) | 16대 | 앙 마르슈! | 34.32%     | 16,491표   | 52.46%     | 22,554표   | 1위  | 칼바도스 주 하원의원 당선 |
| 2024년 선거 | 하원의원 (칼바도스 제6선거구) | 17대 | 르네상스   | 28.93%     | 19,213표   | 56.36%     | 35,962표   | 1위  | 칼바도스 주 하원의원 당선 |